# Paula Maxa
Paula Maxa, född Marie-Thérèse Beau, född 7 december 1898, död 23 september 1970, var en fransk skådespelerska mest känd för sina framträdanden på skräckteatern le Grand Guignol i Paris under 1920- och 1930-talen.
Paula Maxa anställdes av teaterchefen Camille Choisy år 1917 och blev snart teaterns stora stjärna och känd som "Chaptal-grändens egen Sarah Bernhardt" (teatern låg på rue Chaptal) och som "världens mest mördade kvinna". Under sin karriär på le Grand Guignol blev Paula Maxa mördad mer än 10 000 gånger, på åtminstone 60 olika sätt, och våldtagen minst 3000 gånger. På le Grand Guignol, som var föregångare och pionjärer inom teaterteknik och specialeffekter, blev hon bland annat skjuten med gevär och revolver, skalperad, kvävd, giljotinerad, hängd, styckad, bränd, sönderskuren av kirurgiska instrument, delad i 83 delar med hjälp av en osynlig spansk dolk, biten av en skorpion, förgiftad av arsenik, uppäten av en puma, strypt av ett pärlhalsband, piskad, dödad av en bukett rosor och kysst av en spetälsk.
En kritiker beskrev: "Tvåhundra kvällar i rad har hon helt enkelt ruttnat bort på scenen framför en publik som inte skulle bytt sina biljetter mot allt guld i Amerika. Proceduren pågick i åtminstone två minuter under vilka den unga kvinnan långsamt transformerades till ett avskyvärt lik."